# Onthophagus bivertex
Onthophagus bivertex là một loài bọ cánh cứng trong họ Bọ hung (Scarabaeidae).